# Tété-Michel Kpomassie

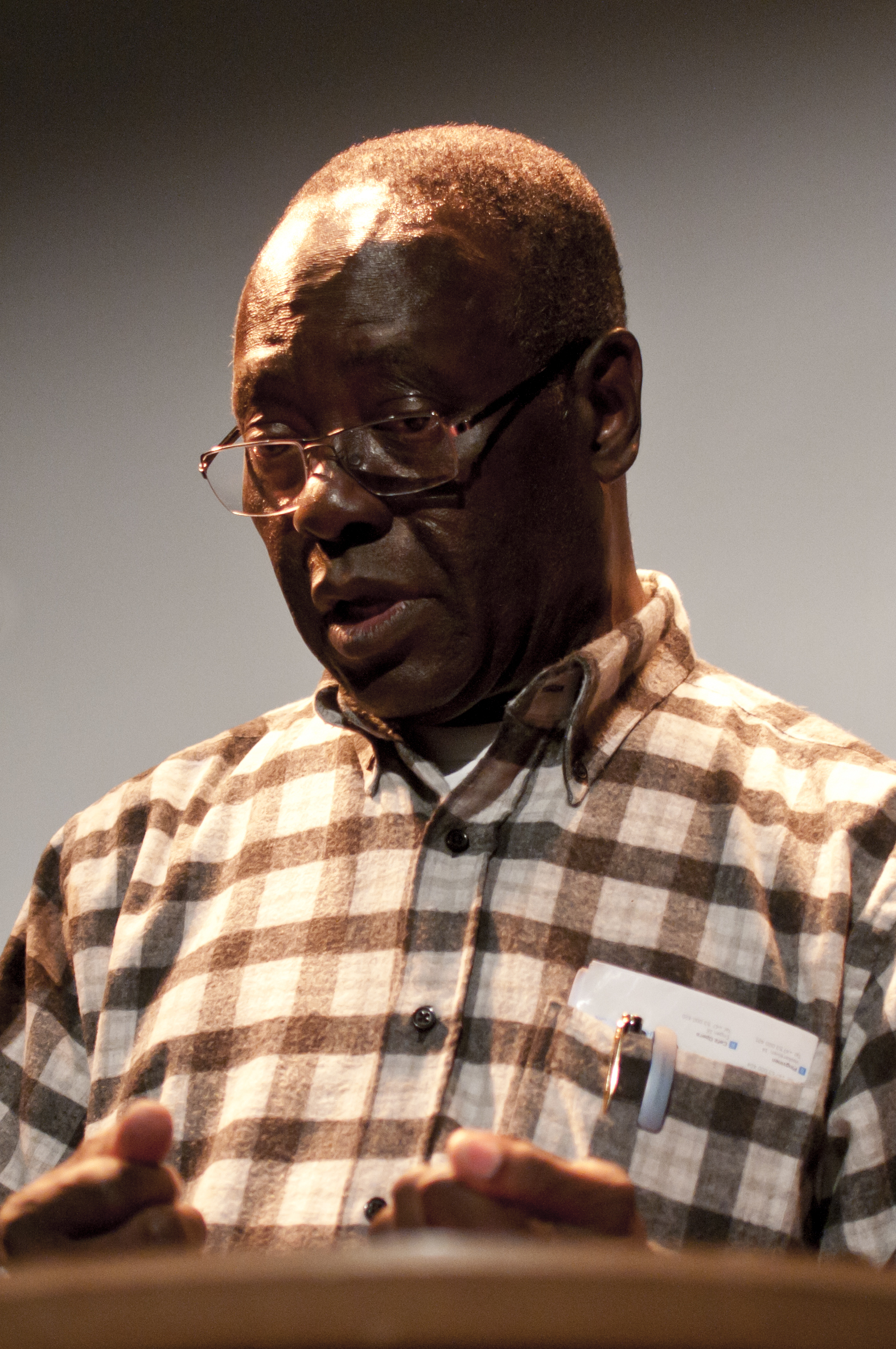
Tété-Michel Kpomassie (2011)

Tété-Michel Kpomassie (* 1941) ist ein togoischer Schriftsteller.

## Leben
Kpomassie wurde im Togo geboren, wo sein Vater 26 Kinder von acht Ehefrauen hatte. Als Jugendlicher begegnete er in einer Kokospalme einer Schlange und fiel vor Schreck herunter, wobei er sich schwer verletzte. Sein Vater brachte ihn zu einer Schlangenpriesterin, die ihn heilen sollte. Sie sperrte ihn gemeinsam mit zahlreichen Schlangen ein, was seine Angst vor Schlangen nur noch verstärkte. Als sie forderte, er sollte sieben Jahre lang selbst zum Schlangenpriester ausgebildet werden, plante Kpomassie die Flucht. Kurz darauf fand er in einem Buchladen in Lomé das Buch Les Esquimaux du Groenland à l'Alaska (1947) des französischen Ethnologen Robert Gessain. Da er in dem Buch las, dass es in Grönland keine Schlangen gibt, beschloss er fasziniert, dorthin zu flüchten.
1958 verließ er seine Familie und machte sich auf eine lange Reise. Von Togo aus reiste er über Ghana, die Elfenbeinküste, den Senegal, Mauretanien und Marokko nach Algerien, von wo aus er nach Marseille und Paris kam. Von Frankreich aus reiste er in die westdeutsche Hauptstadt Bonn und von dort aus nach Kopenhagen. Dort beantragte er ein Visum, um nach Grönland zu kommen, was ihm 1965 – sieben Jahre nach Beginn seiner Reise – gelang.
Auf einem Containerschiff gelangte er nach Qaqortoq, wurde aber von der verwestlichten südgrönländischen Stadt enttäuscht und reiste weiter nach Norden. In der Diskobucht fand er eine traditionellere Lebensweise und lebte dort unter anderem in Oqaatsut. Er lernte Grönländisch, wie man Kajak fährt, ging auf die Jagd und aß grönländisches Essen. Er war der erste Afrikaner, der Grönland betrat, und wurde von der dortigen Bevölkerung mit großem Erstaunen aufgenommen.
Nach 18 Monaten kehrte er 1966 nach Togo zurück, wo seine Familie ihn für tot gehalten hatte. Die folgenden Jahre verbrachte er damit, in Afrika und Europa von seinen Erlebnissen zu erzählen, die er in einem Tagebuch festgehalten hatte. 1977 verfasste er mit seinen Aufzeichnungen das Buch L'Africain du Groenland, das 1981 den Prix Littéraire Francophone International erhielt. Bis 2022 erschien das Buch auf Französisch in 22 Auflagen und wurde in zehn Sprachen übersetzt, darunter 1982 als Ein Afrikaner in Grönland ins Deutsche.
Er kehrte später noch dreimal nach Grönland zurück, lebte aber ansonsten mit seiner Frau und seinen zwei Kindern in Nanterre. Nach 46 Jahren Ehe ließen sich beide 2021 scheiden, da er beschlossen hatte, endgültig nach Grönland zu ziehen, um dort seinen Lebensabend zu verbringen, wobei sie ihn nicht begleiten wollte.